# Short Stories from Hogwarts of Heroism, Hardship and Dangerous Hobbies
Short Stories from Hogwarts of Heroism, Hardship and Dangerous Hobbies (tiếng Việt: Truyện ngắn từ Hogwarts về Chủ nghĩa Anh hùng, Gian nan Vất vả và Những Thú vui Nguy hiểm) là cuốn sách điện tử được viết bởi J.K. Rowling. Sách được phát hành dưới nhiều ngôn ngữ vào ngày 6 tháng 9 năm 2016.
Dưới cái tên chung Pottermore Presents, 3 cuốn sách mới bao gồm Truyện ngắn về Hogwarts dành cho Quyền lực, Chính trị và Những Yêu tinh Gây phiền toái (Short Stories from Hogwarts of Power, Politics and Pesky Poltergeists), Truyện ngắn từ Hogwarts về Chủ nghĩa Anh hùng, Gian nan Vất vả và Những Thú vui Nguy hiểm (Short Stories from Hogwarts of Heroism, Hardship and Dangerous Hobbies) và Hogwarts: Một Hướng dẫn Không đầy đủ và Không đáng tin cậy (Hogwarts: An Incomplete and Unreliable Guide).
Pottermore Presents chỉ được phát hành dưới dạng sách điện tử và được phân phối bởi Amazon, Barnes & Noble cũng như Apple Store. Lý giải cho điều này, nhiều người cho rằng không ít mẩu truyện trong 3 cuốn sách mới từng được đăng tải miễn phí trên website Pottermore. Bằng cách tổng hợp lại và phát hành thành sách điện tử, người hâm mộ không cần phải tìm kiếm trên website Pottermore để đọc những bài viết mà mình yêu thích.

## Nội dung
Nội dung quyển sách tập trung vào hai nhân vật Minerva McGonagall và Remus Lupin và tiết lộ thêm về cuộc đời phía sau bức màn tiên tri của Sybill Trelawney cũng như Silvanus Kettleburn - một vị giáo sư khác từng dạy môn Chăm Sóc Sinh Vật Huyền Bí tại Hogwarts.